# Societas Europaea Lepidopterologica

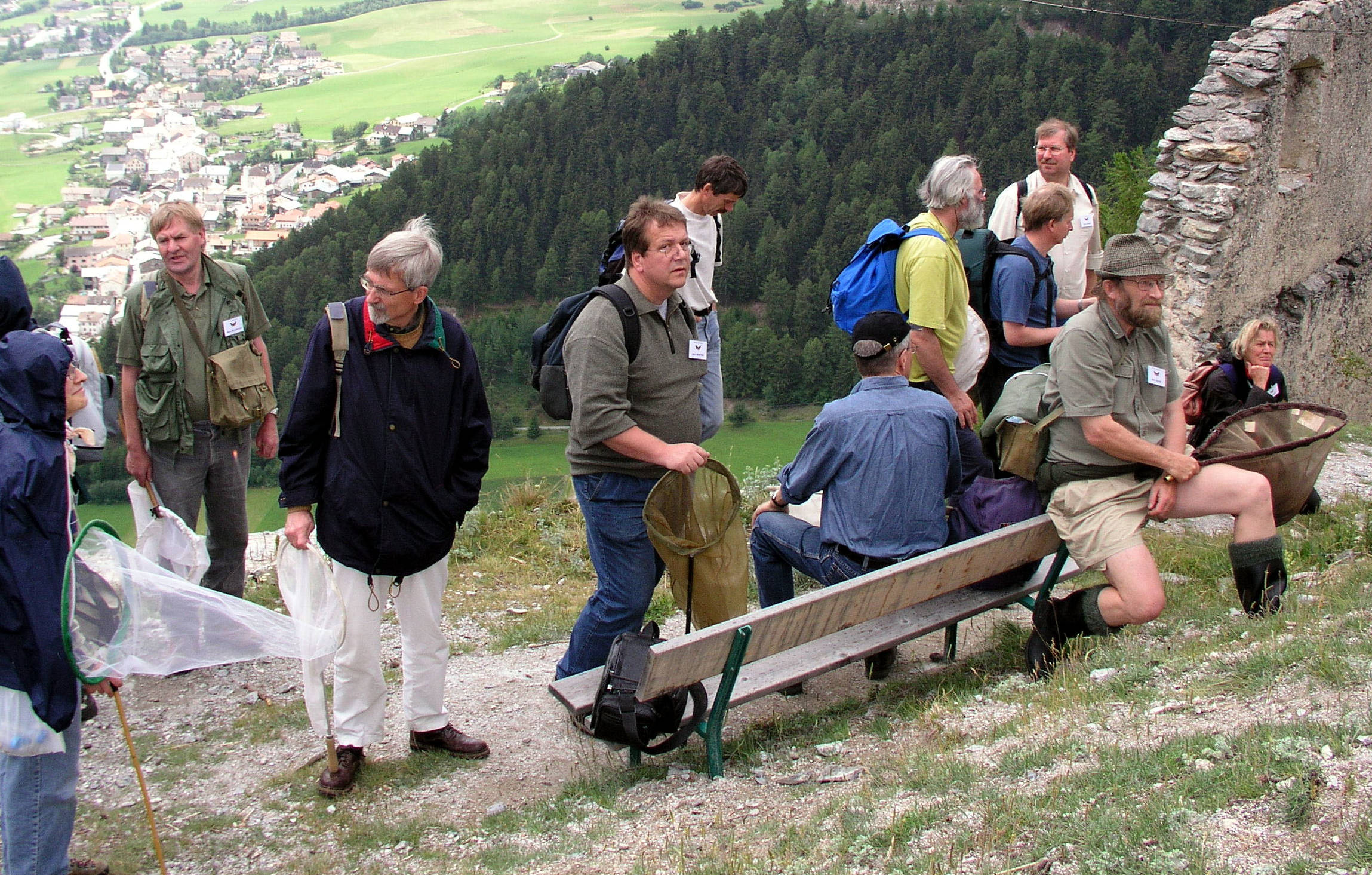
Członkowie SEL na terenowym kongresie w południowym Tyrolu

Societas Europaea Lepidopterologica (SEL) – europejskie towarzystwo na rzecz badań nad motylami i ich ochroną w środowisku naturalnym. Założone zostało w 1976 roku w celu promowania współpracy między lepidopterologami z Europy, Zachodniej Azji i północnej Afryki oraz ochrony motyli i ich habitatów. Współcześnie należy tu ponad 600 członków.
Wśród członków organizacji jest wielu aktywnych, europejskich, profesjonalnych badaczy w dziedzinie systematyki, morfologii, etologii, faunistyki, biogeografii, bioróżnorodności, ekologii i ochrony motyli. Należy tu także podobna ilość europejskich "amatorskich specjalistów", którzy przyczyniają się do poszerzania wiedzy o tej grupie owadów.
Societas Europaea Lepidopterologica propaguje badania nad motylami i ich wyniki poprzez organizację European Congresses of Lepidopterology (pl. Europejski Kongres Lepidopterologiczny) oraz publikowane przez siebie czasopismo naukowe Nota lepidopterologica. Ponadto wychodzi newsletter "News — Nouvelles — Nachrichten", służący komunikacji w obrębie towarzystwa.

## Historia
Stowarzyszenie założone zostało na spotkaniu 22 entomologów zorganizowanym w dniach 18-19 września 1976 roku w Bonn, przez Dr. Rienka de Jonga i Dr. O. Kudrna, których zainspirował sukces American Lepidopterists’ Society. Dr. Otakar Kudrna był czechosłowackim lepidopterologiem, który uciekł z tego, komunistycznego wówczas kraju, do Anglii, gdzie został czołowym europejskim autorytetem w dziedzinie taksonomii motyli. Jego The Distribution Atlas of European Butterflies, wydany w 2002, bazuje na obserwacjach współpracowników z całego kontynentu i wykorzystywane jest do zgłębiania efektów zmian klimatycznych i zaniku habitatów. Za swoje wysiłki w dziedzinie ochrony europejskich motyli, w 2009 roku Kudrna otrzymał nagrodę Marsh European Lepidoptera Award.
Pierwszy Europejski Kongres Lepidopterologiczny odbył się pod koniec kwietnia 1978 roku. Towarzystwo liczyło już wtedy 390 członków. Status opublikowany został w 1979 roku.